# Hemilamprops cristatus
Hemilamprops cristatus is een zeekommasoort uit de familie van de Lampropidae. De wetenschappelijke naam van de soort werd in 1870 voor het eerst geldig gepubliceerd door Georg Ossian Sars.